# 宮城豊彦
宮城 豊彦（みやぎ とよひこ、1951年 - ）は、日本の地理学者。東北学院大学名誉教授。宮城県出身。

## 略歴
1970年宮城県仙台第三高等学校卒業。1974年東北学院大学文学部史学科卒業。1980年東北大学大学院理学研究科地学専攻博士後期課程修了、東北大学より理学博士の学位を授与される。1980年東北学院大学文学部史学科助手。1989年東北学院大学文学部教授。2005年東北学院大学教養学部地域構想学科教授。2019年3月に東北学院大学定年退職。東北学院大学名誉教授。
2017年6月に、国土地理院から、平成29年度「測量の日」における功労者感謝状を贈呈される。
主要な研究テーマは、自然地理学、丘陵地斜面の地形、地すべり地形、マングローブ林の地生態系。近年は、ハザードマップと地理情報システムを活用した自然地理・防災教育もすすめている。
栗駒山麓ジオパーク推進アドバイザー。栗原市エグゼクティブアドバイザー。

## 著書
- マングローブ―なりたち・人びと・みらい（日本地理学会海外地域研究叢書）古今書院